# Траванка (Синфайнш)
Траванка (порт. Travanca) — район (фрегезия) в Португалии, входит в округ Визеу. Является составной частью муниципалитета Синфайнш. По старому административному делению[какому?] входил в провинцию Дору-Литорал. Входит в экономико-статистический субрегион Тамега, который входит в Северный регион. Население составляет 959 человек на 2001 год. Занимает площадь 6,67 км².